# Nelson Pereira dos Santos
Nelson Pereira dos Santos (São Paulo, 22 de octubre de 1928-Río de Janeiro, 21 de abril de 2018) fue un cineasta brasileño, realizador y protagonista del cinema novo.

## Biografía
Pereira dos Santos nació en São Paulo, Brasil. El primer largometraje que dirigió fue Rio 40°, que se estrenó en 1955. La película es una crónica de la vida en las favelas de Río de Janeiro, e influyó en otros directores, estimulando el movimiento Cinema Novo. En 1963, Pereira dos Santos fue miembro del jurado en el tercer Festival Internacional de Cine de Moscú. En 1981 fue miembro del jurado en el 12° Festival Internacional de Cine de Moscú.
Su película más conocida fuera de Brasil es Como Era Gostoso o Meu Francês (1971). Fue presentada en el 21° Festival Internacional de Cine de Berlín. La película tiene lugar en el siglo XVI y detalla las supuestas prácticas caníbales de la (ahora extinta) tribu indígena guerrera Tupinambá contra los colonizadores franceses y portugueses del litoral brasileño. La película es una especie de comedia negra sobre el colonialismo europeo, una que hace uso satírico del tropo modernista brasileño de la antropofagia (en el sentido de "canibalismo cultural"), recientemente revivido por el movimiento del tropicalismo de la década de 1960, así como un amargo comentario sobre el genocidio histórico de las tribus indígenas en América Latina y la destrucción gradual de su civilización.
Su película de 1994 A Terceira Margem do Rio se inscribió en el 44.º Festival Internacional de Cine de Berlín.
Su película de 2006, Brasilia 18%, explora algunos de los aspectos más oscuros de la política brasileña contemporánea, como la corrupción política, el asesinato de testigos de juicio y el lavado de dinero.
Pereira dos Santos fue miembro de la Academia Brasileña de Letras desde 2006, y fue fundador del curso de graduación en Cine de la Universidad Federal Fluminense, siendo profesor del Instituto de Arte y Comunicación Social de esa casa de estudios. Murió el 21 de abril de 2018, a los 89 años, víctima de un fallo múltiple de órganos como consecuencia de una neumonía.

## Obras
| - Juventude (1949) - Rio 40 Graus (1955) - Rio Zona Norte (1957) - Mandacaru Vermelho (1961) - Vidas Secas (1963) - Boca de Ouro (1963) - El Justicero (1967) - Fome de Amor (1968) - Azyllo Muito Louco (1970) - Como Era Gostoso o Meu Francês (1971) - Quem é Beta? (1972) - Amuleto de Ogum, O (1974) - Tenda dos Milagres (1977) - Na Estrada da Vida (1980) | - Insônia (1980) - A Missa do Galo (1982) - Memórias do Cárcere (1984) - Jubiabá (1987) - A Terceira Margem do Rio (1994) - Cinema de Lágrimas (1995) - Guerra e Liberdade - Castro Alves em São Paulo (1998) - "Casa-Grande e Senzala" (2000) serie de TV - Meu Compadre, Zé Ketti (2001) (V) - Raízes do Brasil: Uma Cinebiografia de Sérgio Buarque de Hollanda (2003) - Raízes do Brazil - Uma Cinebiografia de Sérgio Buarque de Hollanda (2004) - Brasília 18% (2006) |

## Premios y reconocimientos
Festival Internacional de Cine de Huesca
| Año  | Premio                  | Resultado |
| ---- | ----------------------- | --------- |
| 1997 | Premio Una Vida de Cine | Ganador   |

- Premio OCIC, por Vidas Secas en el Festival de Cannes (1964)
- Mejor película por O Amuleto de Ogum en el Festival de Cine de Gramado (1975)
- Mejor director y mejor película, por Tenda dos Milagres en el Festival de Brasilia (1977)
- Premio FIPRESCI, por Memórias do Cárcere en el Festival de Cannes (1984)
- Gran Coral por Memórias do Cárcere en el Festival de La Habana (1984)
- Premio de la Asociación Paulista de Críticos de Arte por Memórias do Cárcere (1985)